# یواس‌اس برویند (اس‌پی-۱۶۷۱)
یواس‌اس برویند (اس‌پی-۱۶۷۱) (به انگلیسی: USS Berwind (SP-1671)) یک کشتی بود که طول آن ۳۵ فوت (۱۱ متر) بود. این کشتی در سال ۱۹۱۲ ساخته شد.